# 9216 Masuzawa
9216 Masuzawa este un asteroid din centura principală de asteroizi.

## Descriere
9216 Masuzawa este un asteroid din centura principală de asteroizi. A fost descoperit pe 1 noiembrie 1995 la Kiyosato de Satoru Ōtomo. Asteroidul prezintă o orbită caracterizată de o semiaxă mare de 2,25 ua, o excentricitate de 0,16 și o înclinație de 2,2° în raport cu ecliptica.